# Верхняя Берёзовка (Красноярский край)
Ве́рхняя Берёзовка — деревня в Назаровском районе Красноярского края России. Входит в состав Степновского сельсовета.

## География
Деревня расположена в 55 км к югу от райцентра Назарово.

## Население
| 2010 |
| ---- |
| 289  |

Гендерный состав
По данным Всероссийской переписи населения 2010 года 145 мужчин и 144 женщины из 289 чел.